# كينتا توكوشيجي
كينتا توكوشيجي (باليابانية: 徳重 健太) (9 مارس 1984 في كاغوشيما في اليابان – )؛ هو لاعب كرة قدم ياباني سابق كان يلعب كحارس مرمى.

## وصلات خارجية
- كينتا توكوشيجي على موقع الاتحاد الدولي (مؤرشف)  (الإنجليزية)
- كينتا توكوشيجي على موقع رابطة كرة القدم اليابانية للمحترفين (اليابانية)
- كينتا توكوشيجي على موقع قاعدة بيانات كرة القدم.إي يو (الإنجليزية)
- كينتا توكوشيجي على موقع Soccerway.com (الإنجليزية)
- كينتا توكوشيجي على موقع عالم كرة القدم.نت (الإنجليزية)